# ماووشتسه (استان اشوی‌داشکسیه)
ماووشتسه (به لهستانی: Małoszyce) یک منطقهٔ مسکونی در لهستان است که در گمینا سادوویه واقع شده‌است. ماووشتسه ۹۰ نفر جمعیت دارد.